# Арсенал Пикатинни
Арсенал Пикатинни (Picatinny Arsenal) — военная научно-исследовательская и производственная организация в округе Моррис, Нью-Джерси, США. Находится в собственности федерального правительства, под управлением Министерства обороны США. Основана как пороховой арсенал в 1880 году («Picatinny Powder Depot»). Организация широко известна по одному из своих изобретений — планке Пикатинни (стандарт MIL-STD-1913).

## История
В корпорации проводилось много исследований в период между Первой и Второй мировыми войнами. В частности, изучались способы хранения бездымного пороха, обработки циклонита (RDX). Было обнаружено новое взрывчатое вещество, haleite (позже называлось Ednatol).
В 1941 году, перед тем как США приняли участие в войне, арсенал значительно расширился. Во время войны на арсенале работало около 18 тысяч человек, в три смены производились бомбы и снаряды для артиллерии. Тогда же здесь разработали взрыватель с задержкой для топмачтового бомбометания (skip bombing) и специальные бомбы для уничтожения плотин и нефтепромыслов.

## Название
Организация получила название от расположенного рядом озера Пикатинни (англ. Picatinny Lake). Название озера происходит от выражения «водоём» или «стоячий водоём» на делаварском языке унами. 

## Галерея

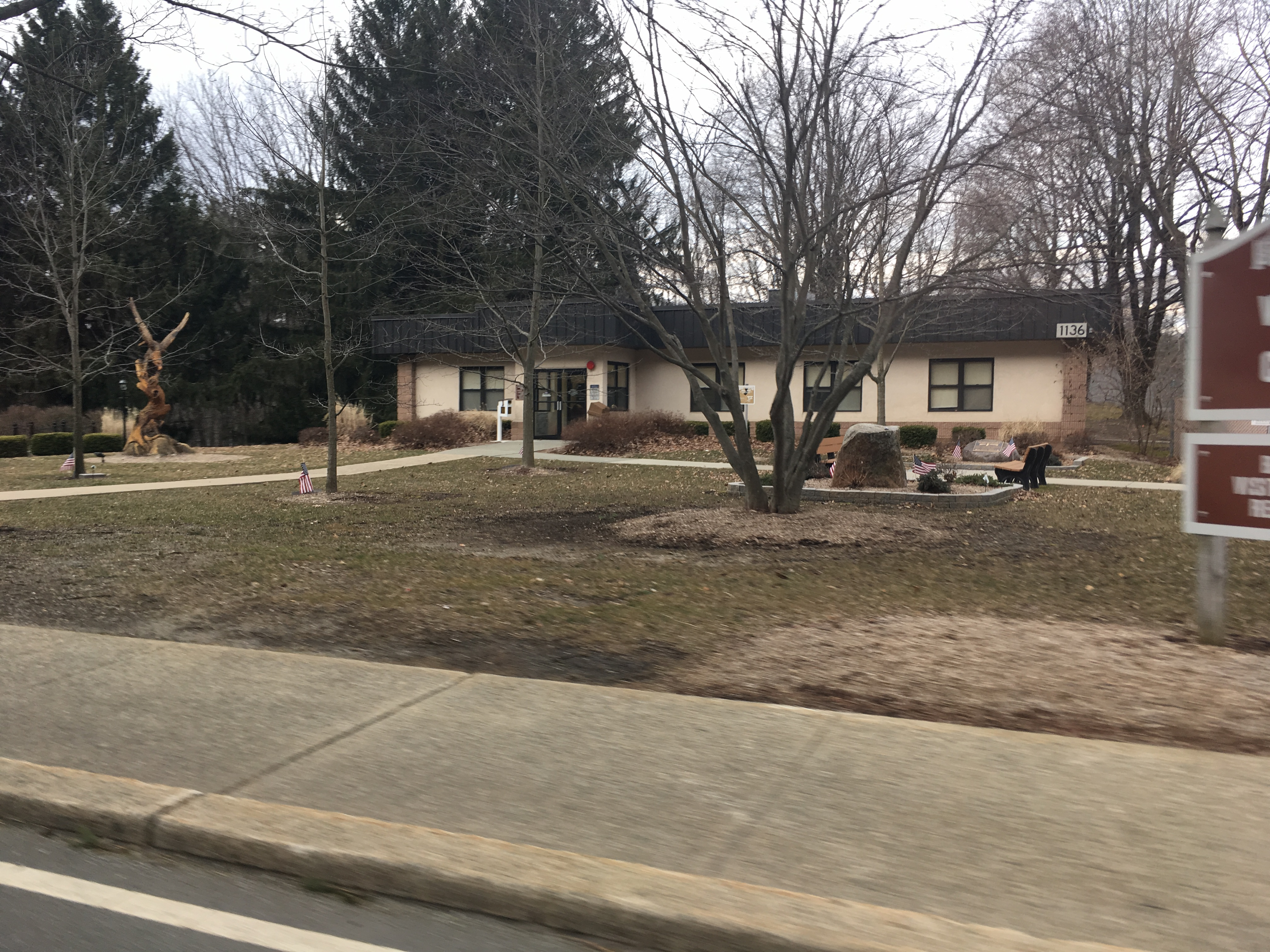
Пункт оформления пропусков
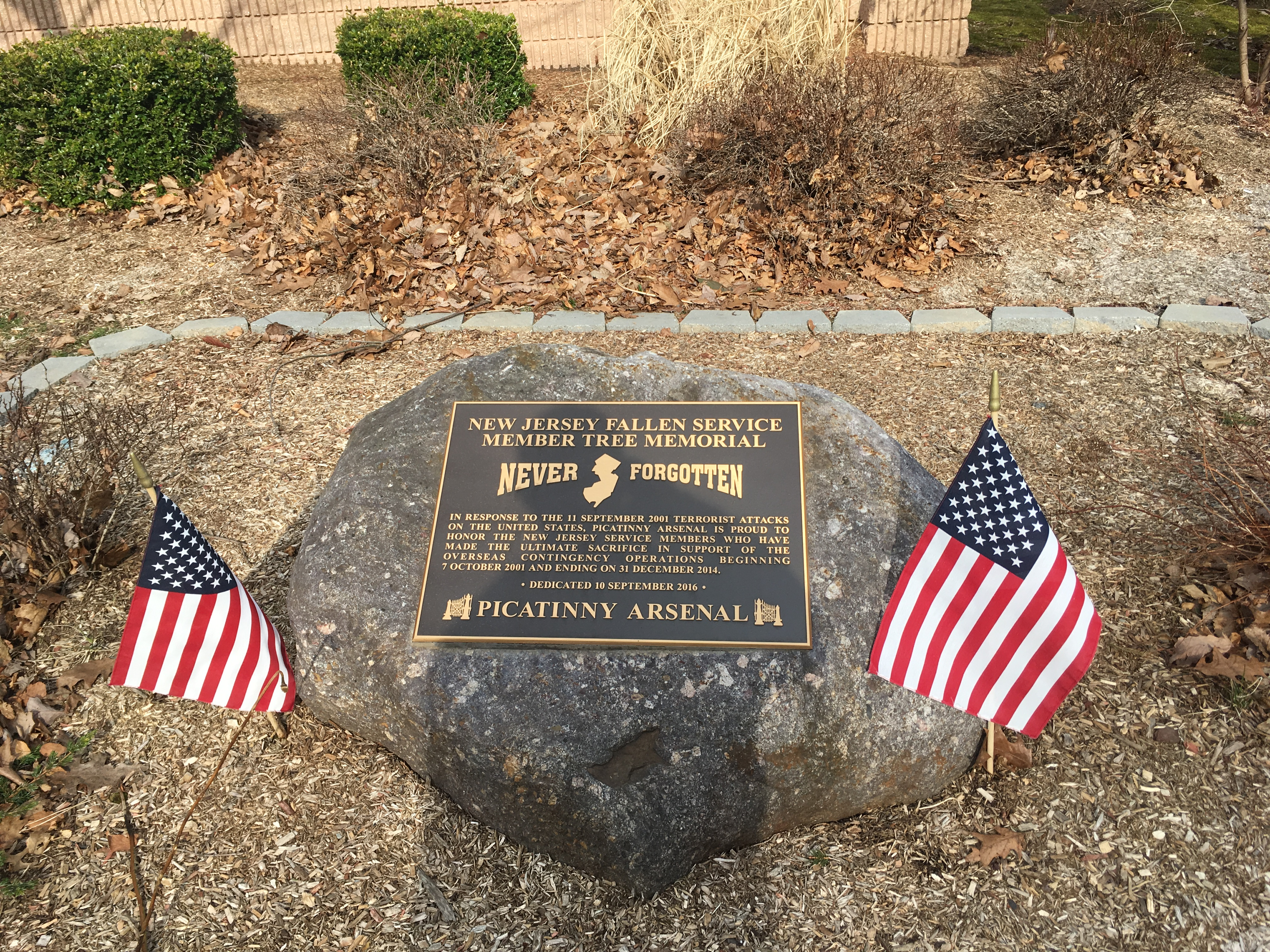
Мемориал рядом с пунктом оформления пропусков в Арсенал Пикатинни